# Boom Clap
«Boom Clap» es una canción pop interpretada por la cantante británica Charli XCX, incluida en la banda sonora de la película The Fault in Our Stars (2014); como así en el segundo álbum de estudio de Charli, Sucker (2014). Charli la escribió originalmente para Hilary Duff, junto a Fredrik Berger, Patrik Berger y Stefan Gräslund, mientras que estos dos últimos se encargaron de producirla. Fue lanzada el 11 de abril de 2014 como el único sencillo de The Fault in Our Stars, mientras que estuvo disponible en el Reino Unido el 16 de junio del mismo año como el primer sencillo de Sucker.

## Contexto

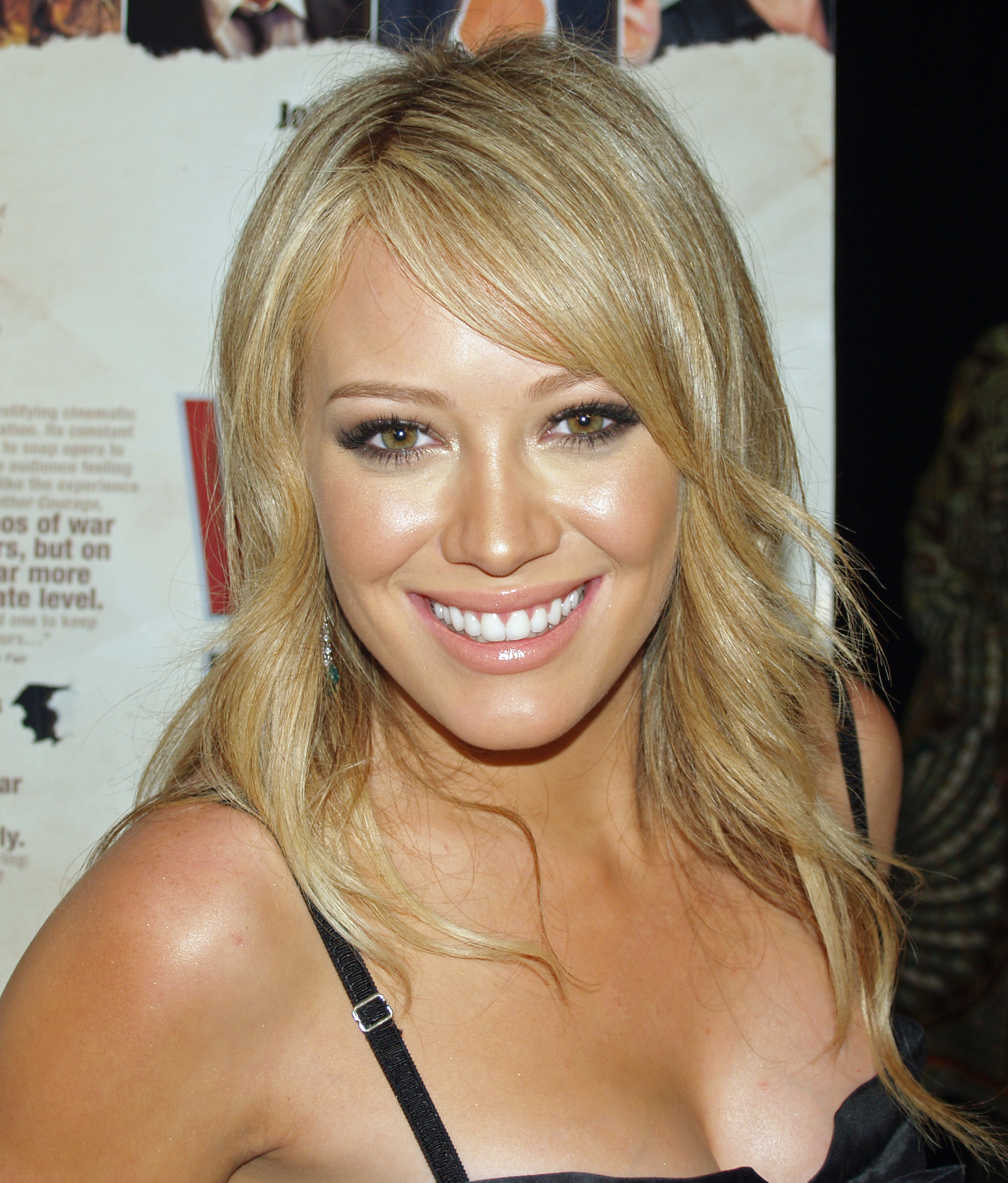
Charli compuso originalmente la canción para la cantante estadounidense Hilary Duff.

Charli XCX compuso «Boom Clap» al lado de Fredrik Berger, Patrik Berger y Stefan Gräslund, mientras que su producción estuvo a cargo de Patrik y Gräslund. La canción fue escrita durante las sesiones de grabación de True Romance, con la idea de enviársela a la cantante estadounidense Hilary Duff. Charli comentó que 

«Mi [objetivo] número uno de los proyectos como compositora es escribir para Hilary Duff [...] Realmente creía que Hilary era muy apegada [al estilo de la canción], así que tal vez podríamos dársela a ella [...] [En ese momento] yo estaba como «¿Hablas en serio? ¡Voy a hacer un álbum de Hilary Duff!» Así que la enviamos con el nombre de «Boom Clap», pero regresó y nos dijeron que no era lo suficientemente "cool" para Hilary [...] Yo estaba deshecha. Pensé que era un escritora genial, pero tal vez no lo soy [...] Hilary no quería mi canción. Qué destrucción de vida».

Sin embargo cabe destacar que más tarde la misma Duff explicaría que nunca escuchó la canción, y que en caso de que lo hubiera hecho habría aceptado de inmediato. Tras el rechazo de Duff, Charli optó por utilizar la pista en la banda sonora de la película de 2014, The Fault in Our Stars, y mencionó que «Boom Clap» está «en un muy buen momento en la película; estoy muy contenta de que la gente va a escuchar mi canción, y que es parte de una muy buena película de adolescentes, porque no hemos tenido uno desde hace tiempo». Finalmente, se publicó el 11 de abril de 2014 como el único sencillo del álbum de la película. Meses después Charli anunció que la canción formaría parte de su segunda entrega Sucker. Nuevamente fue publicado el 16 de junio del mismo año pero ahora como el primer corte del álbum.

## Video musical
El video musical para "Boom Clap", dirigido por Sing J. Lee, fue filmado en Ámsterdam y se estrenó el 2 de junio de 2014. Cuenta con un nuevo maestro de la canción un poco diferente de producción, que fue lanzado principalmente como sencillo en el Reino Unido, y en el álbum Sucker. El video cuenta con breves clips de Bajo la misma estrella establecidos para la canción, así como el texto en pantalla escrito en el estilo de la portada del libro y cartel de la película.
Una Versión Tokio del video musical fue lanzado más tarde. La versión alternativa, filmada en Tokio, cuenta con un tema similar al vídeo original; siguiente que Charlie esta alrededor de la ciudad, mientras que canta «Boom Clap». pero no incluye los clips de la película o el texto en pantalla al igual que el original.

## Recepción de la crítica
4Music dijo que la canción era "infecciosa" y una "pista que hace sentir bien [y que] contrasta versos cantados en voz baja, con un gran coro lleno de actitud" lo que resulta en una canción es que es más "pegadiza al momento de aplaudir". Spin en listó a "Boom Clap" en el número 24 en su lista de "Las 101 mejores canciones de 2014", escribiendo que "un excelente uso de Charli XCX de onomatopeyas da a Sucker, un coro inolvidable". En enero de 2015, "Boom Clap" se situó en el puesto número ocho en la encuesta crítica Pazz & Jop de fin de año de The Village Voice .

## Actuaciones en directo
Charli XCX interpretó la canción por primera vez en el evento directo de Bajo la misma estrella en 14 de mayo de 2014. También interpretó la canción en el show previo de la 31ma entrega de los MTV Video Music Awards, el 24 de agosto de 2014. La canción es parte de la lista de canciones de la primera gira de conciertos como cabeza de cartel de Girl Power North America Tour
Charli interpretó la canción seguida de "Break the Rules" en los 2014 MTV Europe Music Awards. Ella también interpretó la canción junto con «Break the Rules» en los American Music Awards de 2014 , cuando cantó Boom Clap, llevaba un vestido de fiesta, después de la canción, ella realizó su segunda canción, se quitó su vestido con otro equipo por debajo, y se volvió salvaje y empezó a destruir su set. Ella también interpretó la canción en Saturday Night Live .

## Rendimiento comercial
La canción debutó en el número 62 en el Billboard Hot 100 en la semana del 21 de junio de 2014, convirtiéndose en la primera entrada de XCX como artista principal. El 28 de junio de 2014, la canción saltó al número 29, convirtiéndose en su primer Mainstream Top 40 como artista principal. La canción finalmente alcanzó el puesto número 8, convirtiéndose en su tercer top 10 en Estados Unidos y su primer top 10 como artista principal. La canción ha vendido más de un millón de copias en los Estados Unidos. "Boom Clap también alcanzó el puesto número uno en el Mainstream Top 40 y Dance Airplay. En el Reino Unido la canción ha vendido más de 200.000 copias y ha recibido una certificación de plata. 

## Lista de canciones
- Descarga digital

| N.º | Título      | Duración |  |
| 1.  | «Boom Clap» | 2:49     |  |

- Descarga digital — Remixes

| N.º | Título                          | Duración |  |
| 1.  | «Boom Clap» ((Aeroplane Remix)) | 5:14     |  |
| 2.  | «Boom Clap» ((ASTR Remix))      | 3:19     |  |
| 3.  | «Boom Clap» ((Surkin Remix))    | 3:40     |  |
| 4.  | «Boom Clap» ((Elk Road Remix))  | 3:40     |  |
| 5.  | «Boom Clap» ((Cahill Remix))    | 5.28     |  |

- CD

| N.º | Título                          | Duración |  |
| 1.  | «Boom Clap»                     | 2:50     |  |
| 2.  | «Boom Clap» ((Aeroplane Remix)) | 5:15     |  |

## Tabla de posiciones

### Rankings Semanales
| Tabla (2014)                           | Mejor Posición |
| -------------------------------------- | -------------- |
| Australia (ARIA)                       | 9              |
| Austria (Ö3 Austria Top 40)            | 26             |
| Bélgica (Flandes) (Ultratop 50)        | 35             |
| Bélgica (Valonia) (Ultratop 50)        | 22             |
| Canadá (Canadian Hot 100)              | 8              |
| Finlandia (OFC)                        | 15             |
| Francia (SNEP)                         | 14             |
| Alemania (Media Control AG)            | 36             |
| Hungría (Rádiós Top 40)                | 25             |
| India (Saavn Weekly Top Songs)         | 7              |
| Irlanda (IRMA)                         | 8              |
| Israel (Media Forest TV Airplay)       | 1              |
| Italy (FIMI)                           | 3              |
| Japón (Japan Hot 100)                  | 72             |
| México Monitor Latino - Inglés         | 12             |
| Países Bajos (Mega Single Top 100)     | 28             |
| Nueva Zelanda (Recorded Music NZ)      | 7              |
| Escocia (Scottish Singles Sales Chart) | 3              |
| South Africa (EMA)                     | 6              |
| Suecia (Sverigetopplistan)             | 14             |
| Suiza (Schweizer Hitparade)            | 33             |
| Reino Unido (UK Singles Chart)         | 6              |
| Estados Unidos (Billboard Hot 100)     | 8              |
| Estados Unidos (Adult Contemporary)    | 12             |
| Estados Unidos (Adult Top 40)          | 3              |
| Estados Unidos (Hot Dance Club Songs)  | 13             |
| Estados Unidos (Mainstream Top 40)     | 1              |
| Argentina (Argentina Top 20)           | 15             |

### Rankings del final del año
|
| Listas (2014)                        | Posiciones |
| ------------------------------------ | ---------- |
| Australia (ARIA)                     | 67         |
| Canada (Canadian Hot 100)            | 37         |
| US Billboard Hot 100                 | 34         |
| UK Singles (Official Charts Company) | 62         |
| US Mainstream Top 40 (Billboard)     | 16         |

## Certificaciones
| Región | Certificación | Simbolización | Ventas / envíos |
| --- | ------------- | ------------- | --------------- |
| Australia (ARIA) | Platino       | ▲             | 70000 ^         |
| Canadá (Music Canada) | Platino       | ▲             | 80000 ^         |
| Italia (FIMI) | Platino       | ▲             | 30000 *         |
| Nueva Zelanda (RIANZ) | Oro           | ●             | 7500 *          |
| Suecia (GLF) | Platino       | ▲             | 40.000 x        |
| Reino Unido (BPI) | Plata         | ♦             | 200000          |
| Estados Unidos (RIAA) | Platino       | ▲             | 1000000 ^       |
| Streaming |               |               |                 |
| Dinamarca (IFPI Dinamarca) | Oro           | ●             | 1300000 ^       |
| * Cifras de ventas basado en la certificación por sí sola ^ Cifras envíos sobre la base de la certificación por sí sola x cifras no especificadas sobre la base de la certificación por sí sola |               |               |                 |

## Historia de lanzamiento
| País           | Fecha                | Formato                    | Discografía      |
| -------------- | -------------------- | -------------------------- | ---------------- |
| Estados Unidos | 17 de junio de 2014  | Hit contemporáneo de radio | Atlantic Records |
| Irlanda        | 18 de julio de 2014  | Descarga digital           | Asylum Records   |
| Italia         | 18 de julio de 2014  | Hit contemporáneo de radio | Warner           |
| Reino Unido    | 15 de julio de 2014  | Descarga digital           | Asylum Records   |
| Alemania       | 15 de agosto de 2014 | Sencillo en CD             | Warner           |